# Cerithium mangrovum
Cerithium mangrovum is een slakkensoort uit de familie van de Cerithiidae. De wetenschappelijke naam van de soort is voor het eerst geldig gepubliceerd in 2014 door Q. M. Sun en S. P. Zhang.